# Pseudotruncatulina
Pseudotruncatulina es un género de foraminífero bentónico considerado un sinónimo posterior de Heterolepa de la familia Heterolepidae, de la superfamilia Chilostomelloidea, del suborden Rotaliina y del orden Rotaliida. Su especie tipo era Rotalina dutemplei. Su rango cronoestratigráfico abarcaba el Oligoceno.

## Clasificación
Pseudotruncatulina incluye a la siguiente especie:
- Pseudotruncatulina dutemplei †